# Église Saint-Ferdinand de Naples
L'église Saint-Ferdinand, autrefois église Saint-François-Xavier, est une église baroque de Naples située piazza Trieste e Trento, à proximité du palais royal.

## Histoire
L'église était à l'origine dédiée à saint François Xavier, missionnaire jésuite, dont l'ordre est à l'origine de la construction de l'édifice. Plusieurs projets sont étudiés, mais c'est celui de Cosimo Fanzago qui est approuvé par la Compagnie de Jésus, le 15 décembre 1635.
La bénédiction de la première pierre a lieu le 2 février 1636 et six mois plus tard la coupole est terminée. L'église est consacrée en 1641, mais elle n'est terminée qu'à la fin du XVIIIe siècle.
Mais en 1767, les jésuites sont expulsés du royaume de Naples, quelques années avant que l'ordre soit supprimé par le pape Clément XIV, en 1773. L'église passe alors aux chevaliers constantiniens qui la dédient à saint Ferdinand, patron du souverain napolitain. Ils la conserveront jusqu'à l'occupation française.

## Description
La façade, surmontée d'un fronton classique, est construite selon les dessins du célèbre architecte Cosimo Fanzago.
Le premier niveau, terminé à la fin du XVIIe siècle, est en piperno noir et en marbre. L'entrée était à l'origine devancée par une balustrade de fer forgé et des pilastres de piperno (probablement érigés selon le dessin de Francesco Antonio Picchiatti). Cette balustrade a depuis disparu, sans doute en raison des travaux de la Galleria Umberto I à la fin du XIXe siècle qui endommagèrent certaines parties de la façade par insertion de bâtiments latéraux.

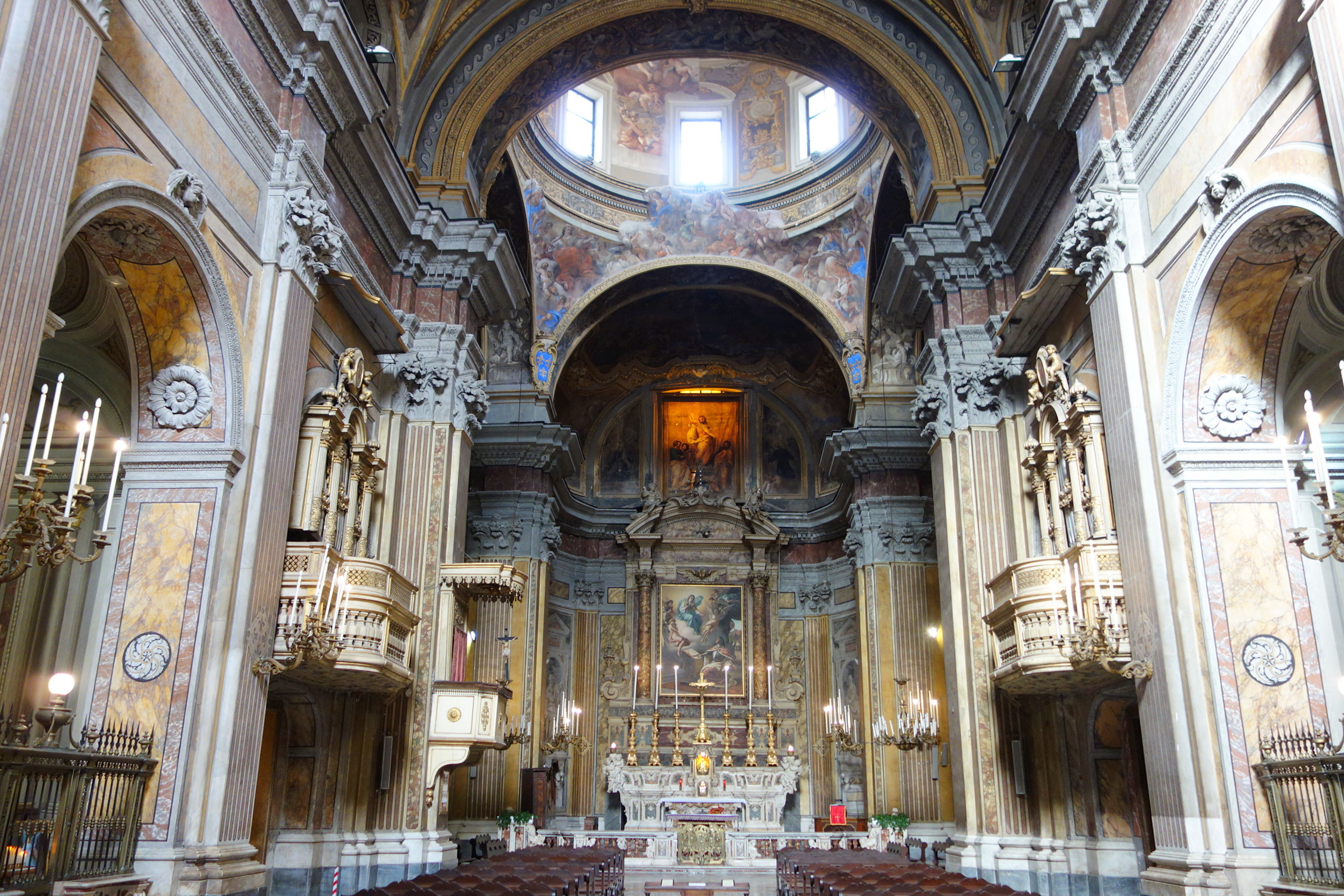
Vue de l'intérieur.
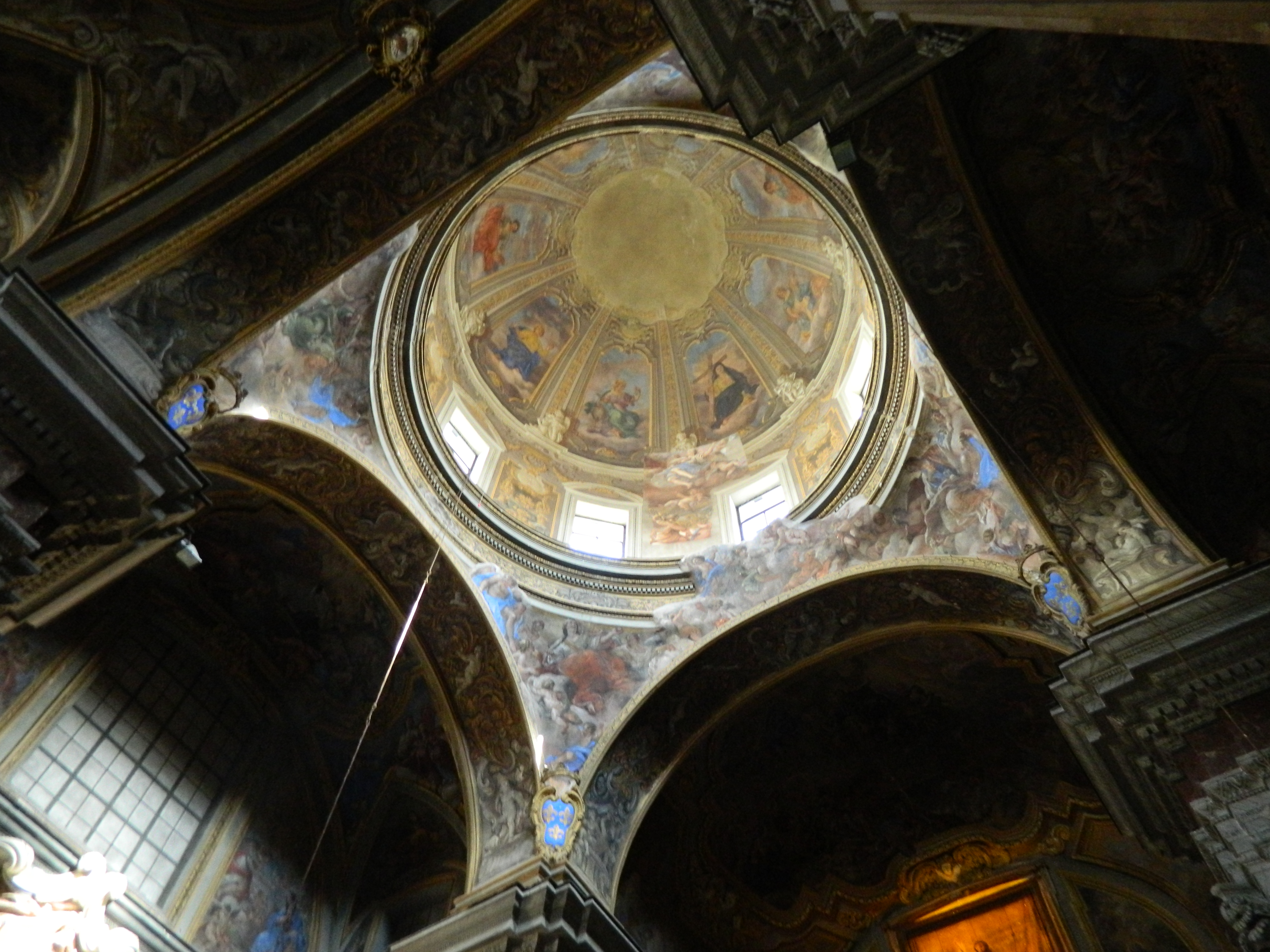
La coupole avec des fresques de Paolo de Matteis.]
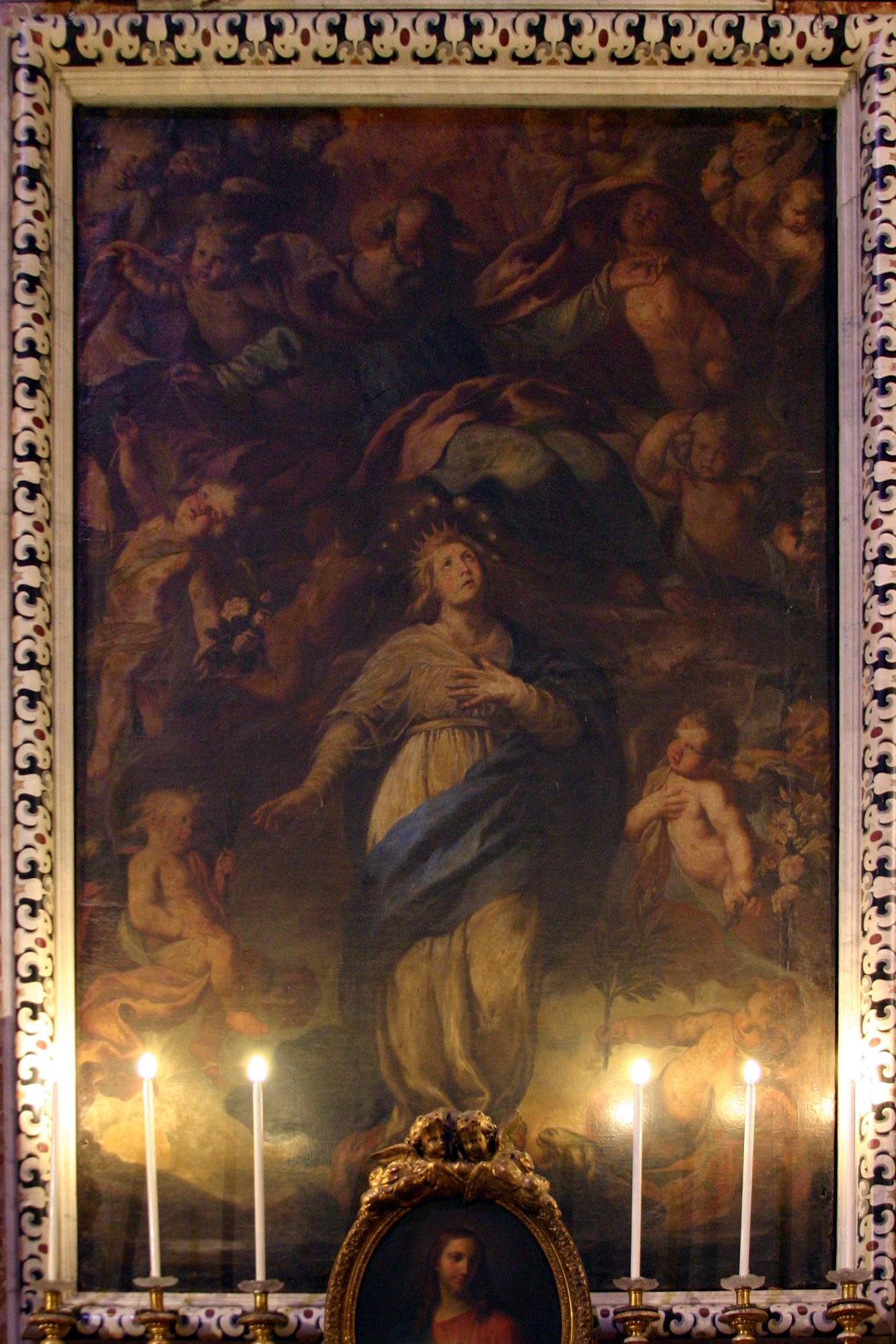
Immaculée Conception de Cesare Fracanzano.

Le second niveau a été réalisé entre 1738 et 1759, mais les voûtes latérales et la balustrade de Fanzago ont également été supprimées au cours de la restructuration de la ville (dite « risanamento ») en 1891.
L'intérieur est structuré selon un plan de croix latine avec des chapelles latérales. La voûte et la coupole sont recouvertes de fresques de Paolo de Matteis. Dans le transept gauche, on remarque le Tombeau de Lucia Migliaccio de Tito Angelini, ajouté postérieurement au David et Moïse de Lorenzo et Domenico Antonio Vaccaro. Dans une chapelle latérale, on remarque une Immaculée Conception de Cesare Fracanzano. Le tableau du maître-autel est un portrait de Saint Ferdinand de Giuseppe Maldarelli, et plus haut se trouve un Saint François Xavier de Luca Giordano.

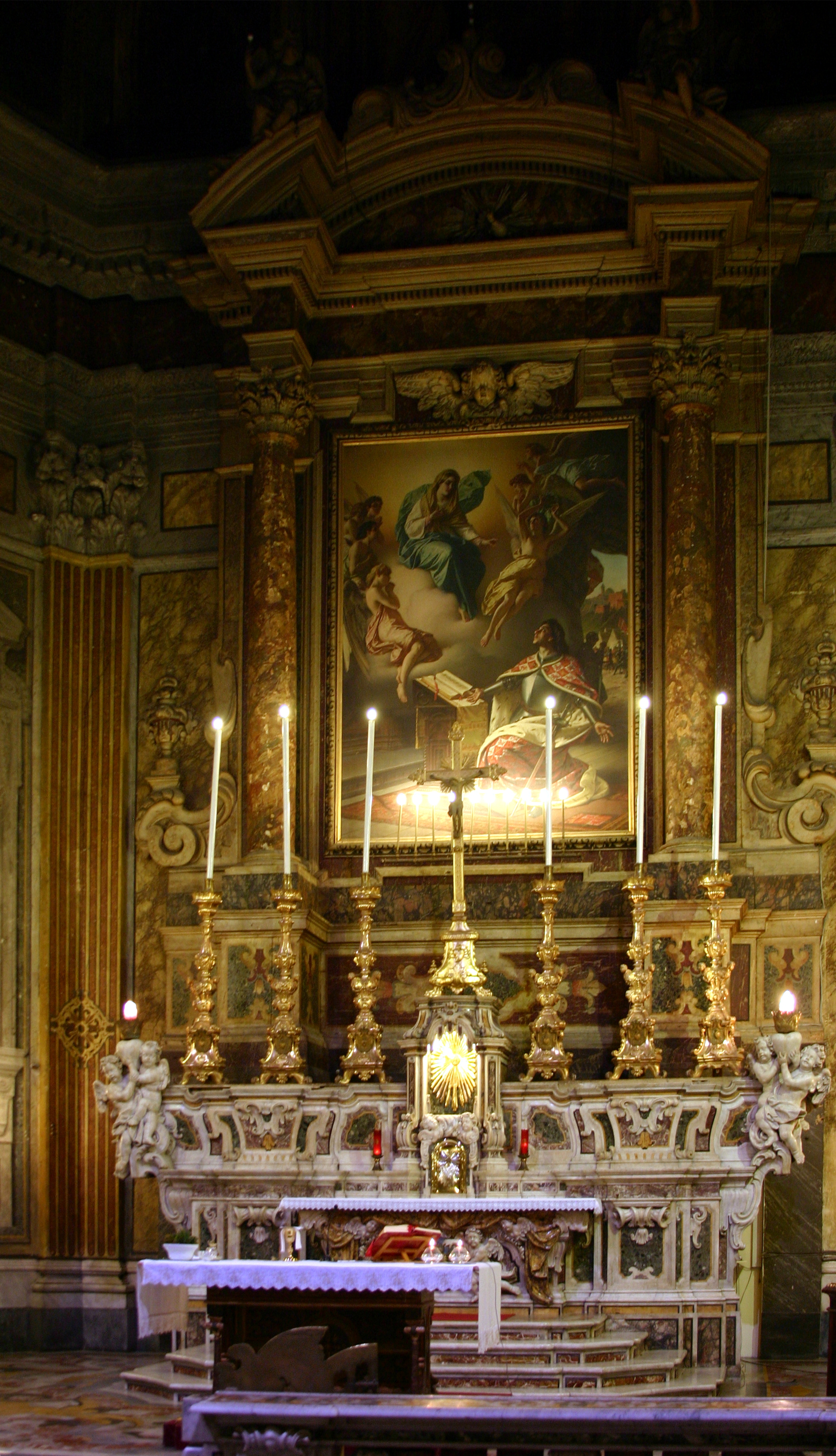
Maître-autel
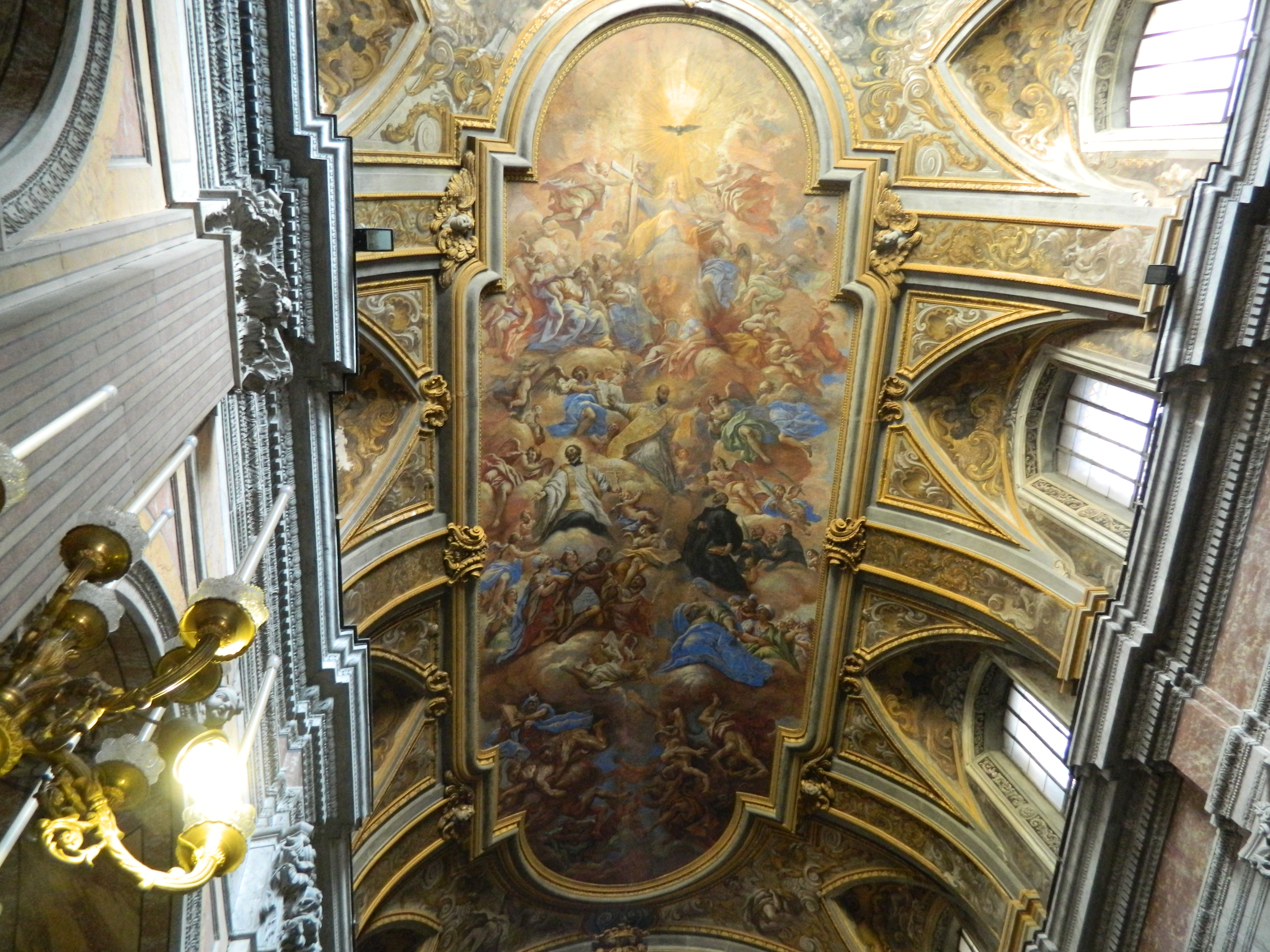
Voûte
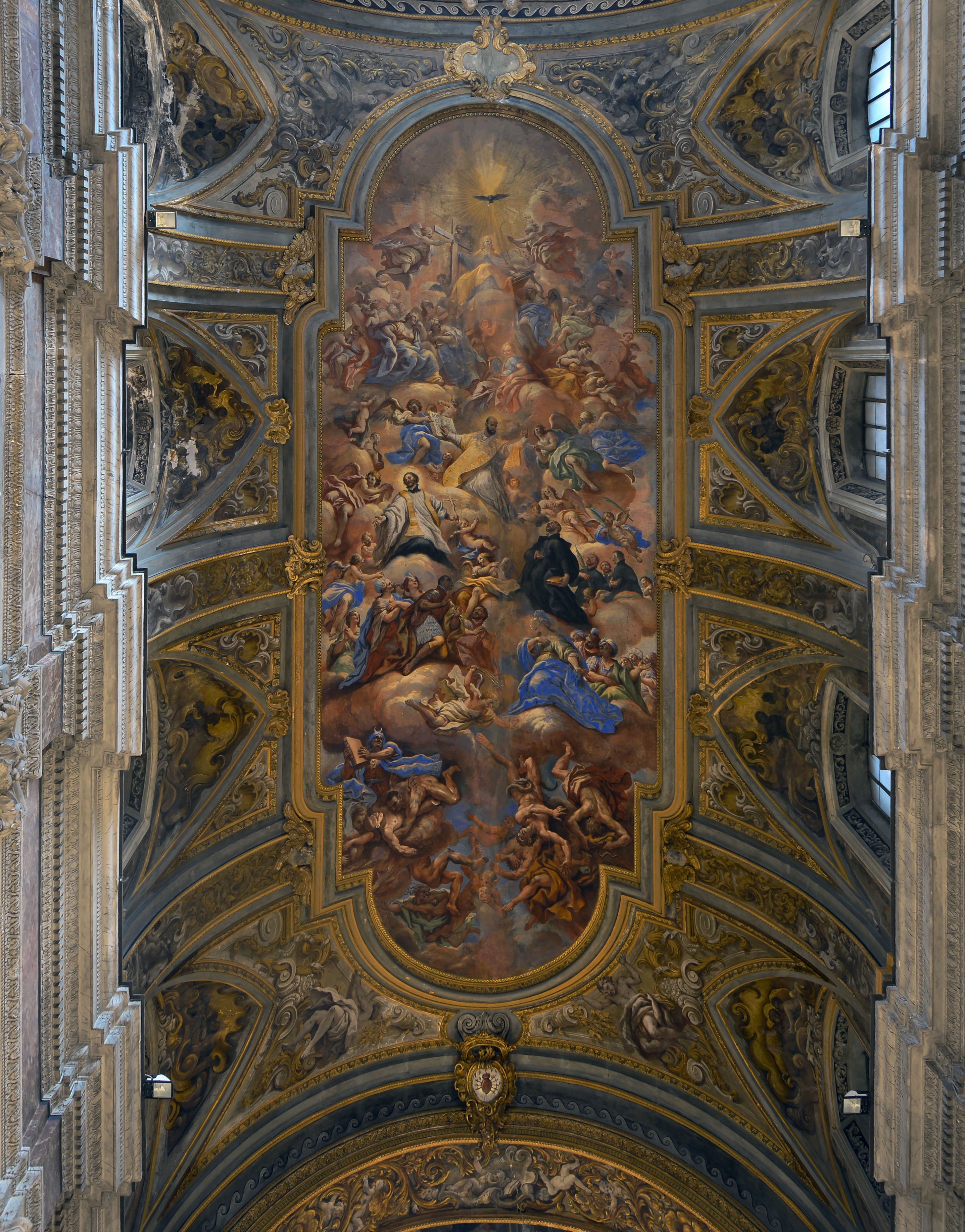
Voûte
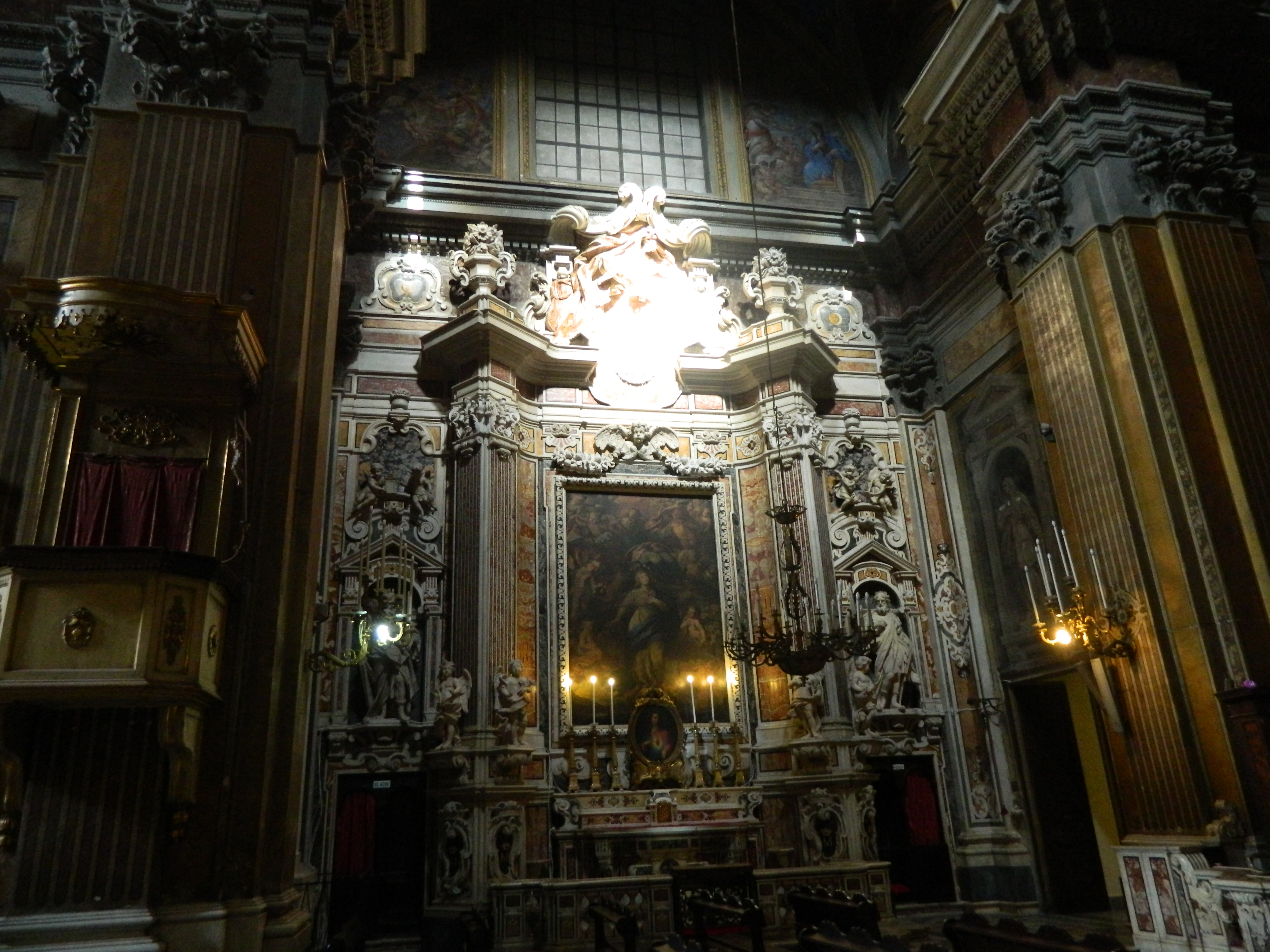
Transept gauche
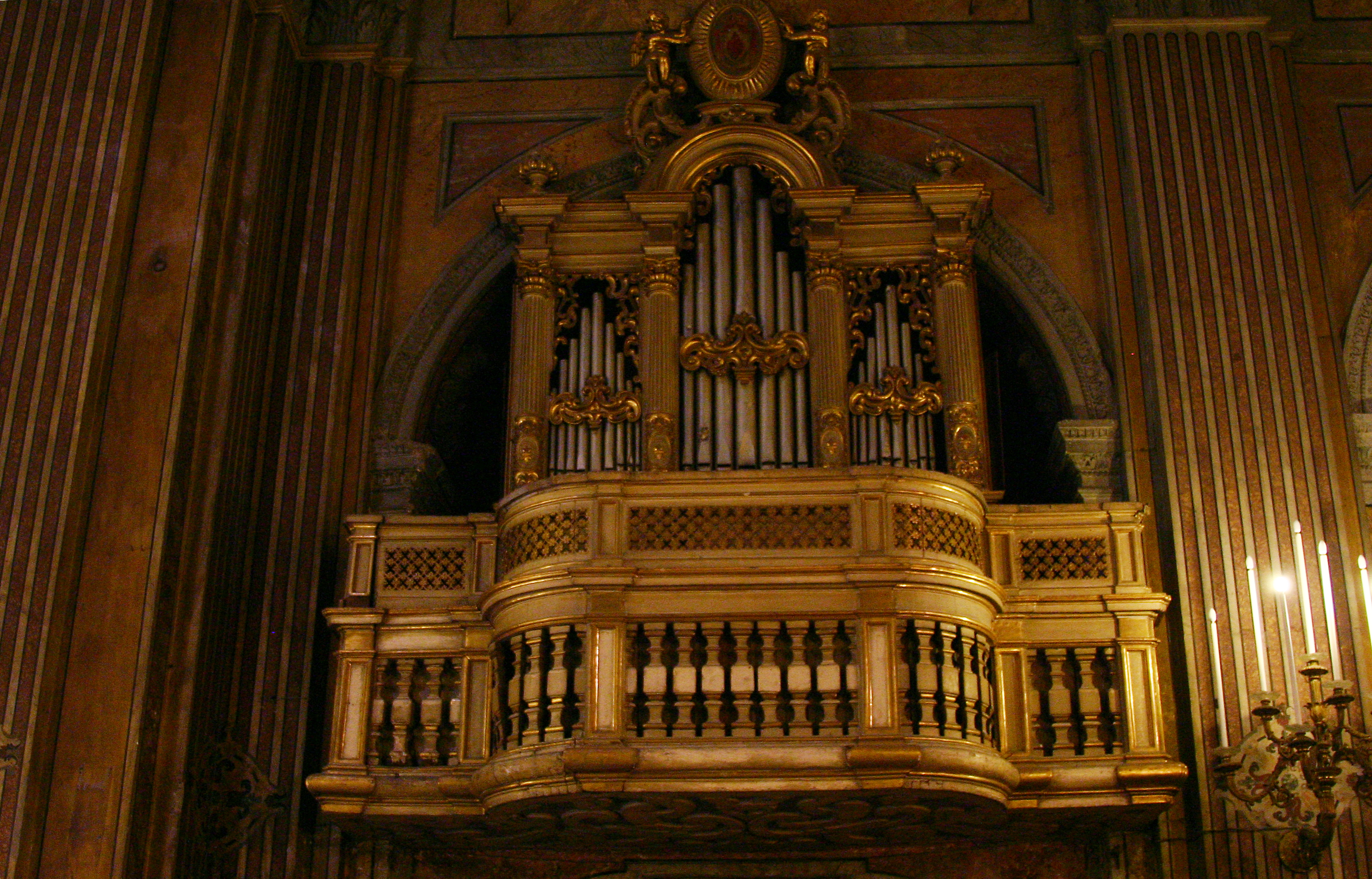
Orgue
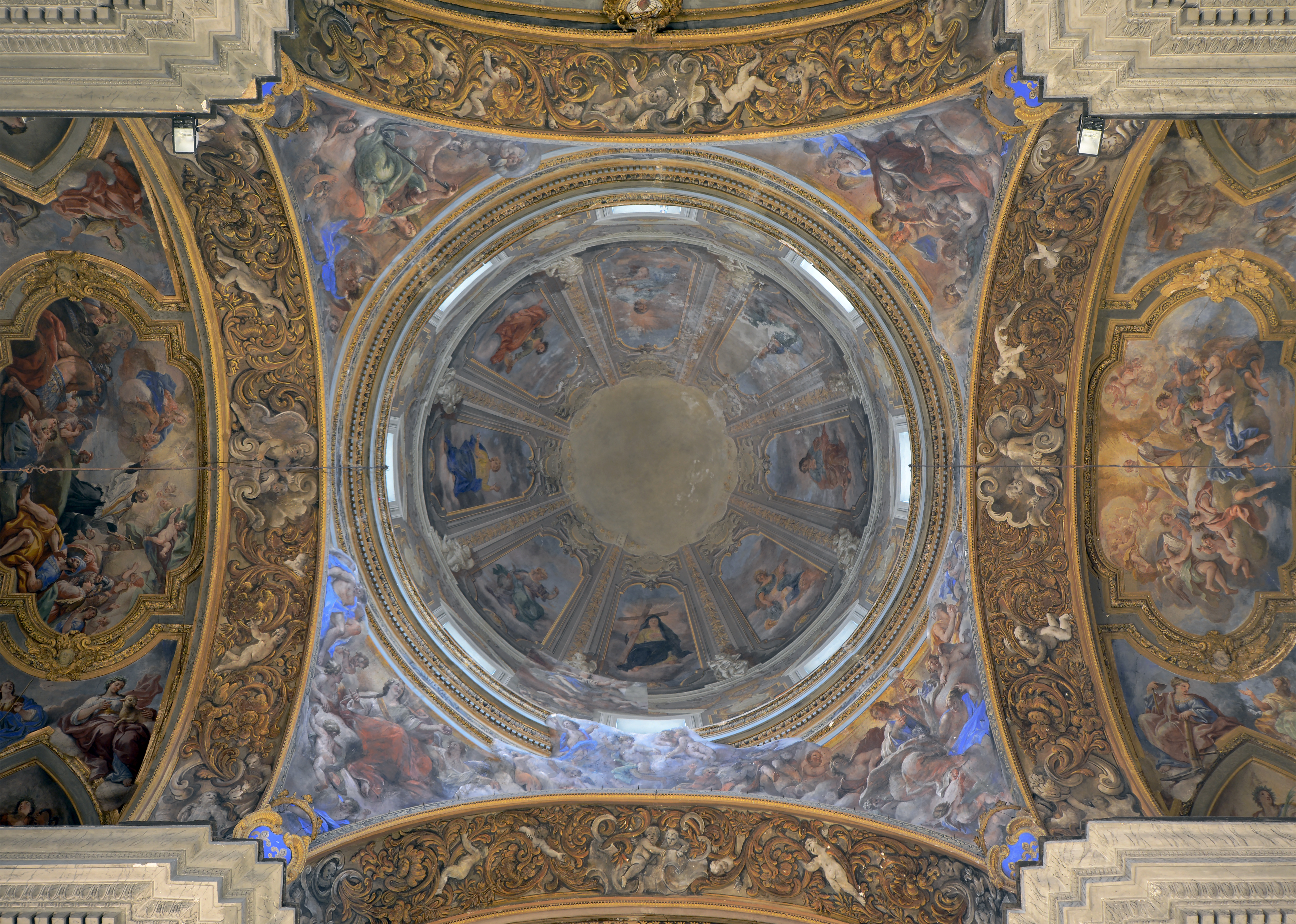
Le dôme, par Paolo de Matteis.